# Сейняйоки (аэропорт)
Аэропорт Сеяняйоки (фин. Seinäjoen lentoasema) (ИАТА: SJY, ИКАО: EFSI) находится в Илмайоки, Финляндия, примерно в 11 км к юго-западу от центра города  Сейняйоки. Оператор аэропорта — Rengonharju-säätiö (Rengonharju Foundation). Большинство аэропортов Финляндии управляется компанией Finavia.

Аэропорт находится на высоте 92 м над уровнем море. Имеет одну покрытую асфальтом взлётно-посадочную полосу 14/32, длиной 2000 м и шириной 45 м  В аэропорту находится головной офис авиакомпании Flybe Nordic 

## Авиакомпании и направления
В мае 2012 г. шведская авиакомпания Direktflyg начала трижды в день летать между Сейняйоки и аэропортом Хельсинки-Вантаа  В летнее время аэропорт отправляет также чартерные рейсы на популярные курорты юга Европы.

## Статистика

### Пассажиры
| Год  | Внутренние направления | Международные направления | Всего пассажиров | Изменение |
| ---- | ---------------------- | ------------------------- | ---------------- | --------- |
| 2005 | 35,766                 | 197                       | 35,963           | +9.5% ▲   |
| 2006 | 38,858                 | 133                       | 38,991           | +8.4% ▲   |
| 2007 | 38,784                 | 164                       | 38,948           | −0.1% ▼   |
| 2008 | 37,168                 | 160                       | 37,328           | −4.2% ▼   |
| 2009 | 33,840                 | 1,368                     | 35,208           | −5.7% ▼   |
| 2010 | 30,603                 | 3,317                     | 33,920           | −3.7% ▼   |

### Грузы и почта
| Год  | Внутренние грузы | Внутренняя почта | Международные грузы | Международная почта | Всего грузы и почта | Изменение |
| ---- | ---------------- | ---------------- | ------------------- | ------------------- | ------------------- | --------- |
| 2006 | 11               | 0                | 0                   | 0                   | 11                  | N/A       |
| 2007 | 0.4              | 0.2              | 0                   | 0                   | 0.6                 | −95% ▼    |
| 2008 | 8.6              | 2.7              | 0                   | 0                   | 11.3                | +1783% ▲  |
| 2009 | 10               | 1.7              | 0                   | 0                   | 11.7                | +4% ▲     |
| 2010 | 11               | 2                | 0                   | 0                   | 13                  | +11% ▲    |